# Haarlems Dagblad

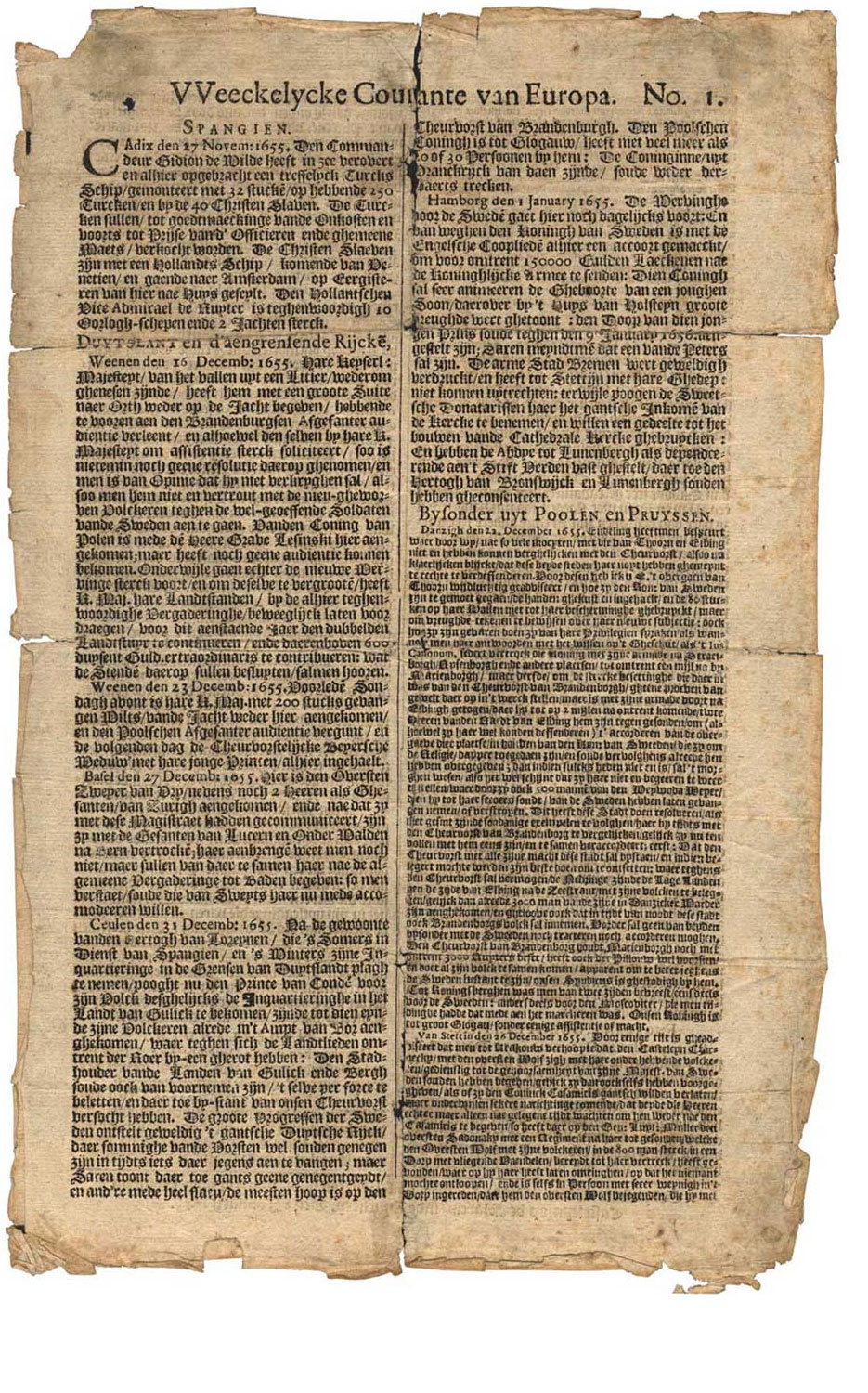
Перша сторінка "Weeckelycke Courante van Europa" Абрахама Кастеляна

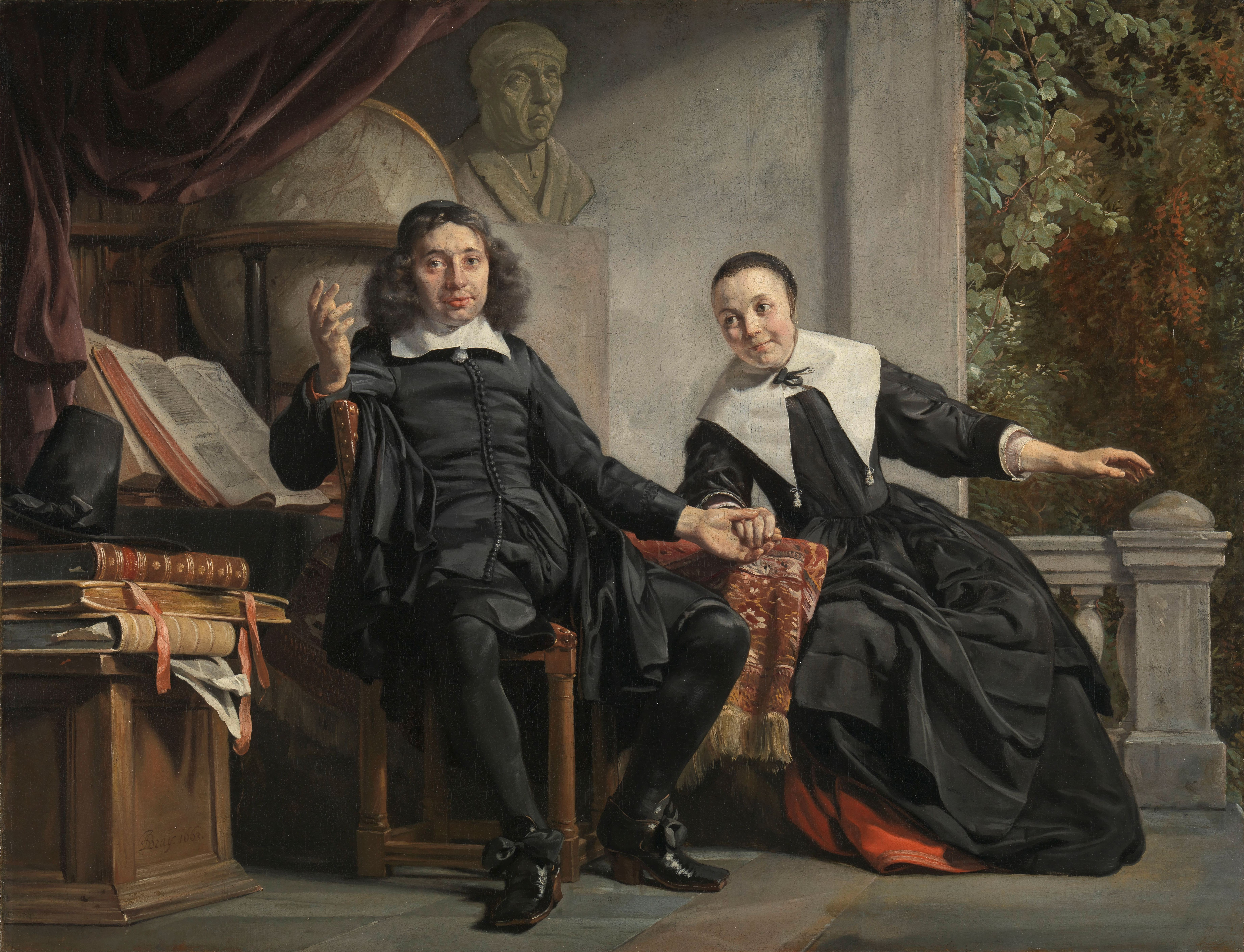
Портрет Абрахама Кастелейна і його дружини Маргаретхи ван Банкен, Ян де Брей, 1663

Haarlems Dagblad (Гарлемський вісник) —- регіональна газета в Гаарем, Нідерланди. Вона претендує на звання найстарішої газети у світі, яка досі виходить друком, хоча під час німецької окупації Нідерландів була змушена об'єднатися з іншою газетою з Гарлема.

## Oprechte Haerlemsche Courant
Це раніше видання видавалося Абрахамом Кастелейном та його дружиною Маргаретою ван Банкен, починаючи з 1656 року під назвою Weeckelycke Courante van Europa ("Щотижнева газета Європи"). У 1664 році, коли влада вжила заходів для захисту тижневика від його імітаторів, він став називатися De Oprechte Haerlemse Courant (написання варіюється; слово "oprecht" тут вживається в його архаїчному значенні "справжній"). Після смерті чоловіка у 1681 році Маргарита отримала дозвіл на продовження діяльності фірми.
Таким чином, тижневик (який невдовзі почав виходити двічі, а згодом тричі на тиждень, а в ХІХ столітті став щомісячним) передував англійським регулярним газетам. На початку існування газети кафе "Віндзор" рекламувала, що, окрім "найкращого шоколаду", вона пропонує переклади "Гарлем Курант" одразу після надходження пошти.
Під час німецької окупації Нідерландів у Другій світовій війні Opregte Haarlemsche Courant була змушена об'єднатися з Haarlems Dagblad, тому остання газета претендує на звання найстарішої з існуючих. Об'єднана газета належить бельгійському газетному конгломерату Mediahuis.